# Bố tôi là mèo
Bố tôi là mèo (tựa gốc: Nine Lives; tựa phát hành tại gia là Mr. Fuzzypants) là một phim hài năm 2016 do Barry Sonnenfeld đạo diễn với phần kịch bản được chắp bút bởi Gwyn Lurie, Matt R. Allen và Caleb Wilson. Phim có sự tham gia của Kevin Spacey, Jennifer Garner, Robbie Amell, Cheryl Hines, Malina Weissman và Christopher Walken. Đây là phim hợp tác sản xuất quốc tế giữa Trung Quốc và Pháp.